# (40436) Sylviecoyaud
(40436) Sylviecoyaud est un astéroïde de la ceinture principale.

## Description
(40436) Sylviecoyaud est un astéroïde de la ceinture principale. Il fut découvert le 10 septembre 1999 à Campo Catino par l'observatoire astronomique de Campo Catino. Il présente une orbite caractérisée par un demi-grand axe de 2,58 UA, une excentricité de 0,14 et une inclinaison de 5,0° par rapport à l'écliptique.

## Compléments